# 감정초등학교
감정초등학교(坎井初等學校, 영어: Kamjung Elementary School)는 대한민국 경기도 김포시에 있는 공립 초등학교이다.

## 학교 연혁
- 1999. 01. 15 감정초등학교 설립인가
- 1999. 11. 01 초대 윤방운 교장 부임
- 1999. 11. 22 12학급 편성 개교
- 2000. 03. 01 경기도교육청 지정 수학과 시범학교
- 2002. 03. 01 경기도교육청 지정 과학과 시범학교
- 2004. 03. 01 경기도교육청 지정 교실 수업 개선(음악과) 시범학교
- 2004. 12. 31 다목적교실 및 교실 증축(8실)
- 2005. 08. 26 제 1컴퓨터실 리모델링 및 제 2컴퓨터실 증설
- 2005. 12. 13 연구시범학교 평가 결과 최우수 학교 선정
- 2006. 03. 01 경기도교육청 지정 교실 수업 개선(미술과) 시범학교
- 2007. 02. 13 샘물도서관 개관(3.75교실)
- 2007. 08. 31 노후 책걸상(4-6학년) 및 교육정보화 기자재 교체
- 2008. 03. 01 초등학교 39학급 유치원 1학급 편성
- 2008. 03. 01 김포교육청 지정 생활지도 시범학교
- 2008. 07. 08 샘물과학관(2실) 개관
- 2008. 09. 01 4대 조성위 교장 부임
- 2008. 12. 20 보육교실(2실) 구축
- 2009. 03. 01 교육과학기술부지정 교원능력개발평가 선도학교
- 2012. 02. 15 12회 졸업식(206명 졸업, 누계 2,203명)
- 2012. 03. 01 초등학교 36학급 유치원 1학급 편성
- 2013. 03. 01 초등학교 38학급 유치원 1학급 편성
- 2013. 09. 01 5대 김동수교장 부임
- 2019. 03. 01 6대 권옥순교장 부임